# Gyrinus marginellus
Gyrinus marginellus är en skalbaggsart som beskrevs av Henry Clinton Fall. Gyrinus marginellus ingår i släktet Gyrinus och familjen virvelbaggar. Inga underarter finns listade i Catalogue of Life.